# Partido Obrero Comunista (Brasil)
El Partido Obrero Comunista (portugués Partido Operário Comunista) (POC) fue una organización brasileña de izquierda que combatió contra la dictadura militar establecida en el Brasil en 1964, en un intento por establecer un régimen socialista en el país. Surgió a fines de la década de 1960 a partir de otra organización denominada Política Operária (POLOP).
Cuando a POC decidió optar y encaminarse hacia la lucha armada, algunos de sus militantes crearon la Organización Revolucionaria Marxista Política Obrera (OCML-PO), también conocida como Nova Polop. El POC consiguió tener cierta presencia dentro del movimiento estudiantil de 1968, donde actuaba bajo la denominación “Movimento Universidade Crítica”, además de haber tenido alguna participación entre el medio obrero de las capitales estatales o estaduales brasileñas.
En abril de 1970, un grupo de militantes se desvinculó del POC para volver a constituir la POLOP. Por su parte, los que permanecieron en la agrupación comenzaron a tener divergencias internas profundas, debido a que algunos de sus miembros defendían la actuación conjunta con algunas agrupaciones guerrilleras urbanas brasileñas de la época, como Acción Libertadora Nacional, Vanguardia Popular Revolucionaria, VAR-Palmares, etc., llegando incluso a participar en algunas operaciones armadas.
Fue durante ese año que algunos de sus militantes se desvincularon del POC, en el estado de Río Grande del Sur (Rio Grande do Sul), para crear el Movimento Comunista Revolucionárioo, el cual que ejecutó algunas operaciones armadas conjuntas con la VPR. No obstante, para 1971 el grupo ya había sido prácticamente desmantelado por el régimen militar brasileño, a pesar de eventualmente realizar alguna que otra esporádica acción desde el exterior.
Entre los militantes del POC muertos como resultado de la represión ejercida por el régimen militar brasileño se encuentran Luiz Eduardo da Rocha Merlino, Helio Zanir Sanchotene Trindade y Ary Abreu Lima.
En Chile, en ocasión del golpe militar que derrocó al entonces presidente marxista chileno Salvador Allende el 11 de septiembre de 1973, murieron Luiz Carlos Almeida y Nelson Kohl.